# Lijst van rijkste religieuze organisaties
Deze lijst bevat een overzicht van de rijkste organisaties met een religieuze achtergrond. Veel van de genoemde bedragen zijn schattingen; omdat de meeste organisaties met een dergelijke basis weinig informatie delen, is sommige informatie wat ouder. (Dit is vooral het geval bij de Zevendedagsadventisten en Opus Dei.) In de notities wordt toegelicht over de wijze waarop de informatie of het fortuin van de organisatie is verkregen. De lijst bevat enkel (netto) bezittingen en gaat dus niet over bijvoorbeeld jaarlijkse inkomsten.

## Rijkste levensbeschouwelijke organisaties
| Organisatie                                               | Bezit (in welk jaar)             | Land                | Levensbeschouwelijke stroming                             | Toelichting |
| --------------------------------------------------------- | -------------------------------- | ------------------- | --------------------------------------------------------- | --- |
| Kerk van Jezus Christus van de Heiligen der Laatste Dagen | Ruim 225 miljard euro (2023)     | Verenigde Staten    | Kerk van Jezus Christus van de Heiligen der Laatste Dagen | De Kerk van Jezus Christus van de Heiligen der Laatste Dagen maakt nog altijd gebruik van tienden; leden dragen 10% van hun loon af aan de kerk. Dit bedrag is puur voor gebruik van de kerk; hierbuiten wordt ook liefdadigheid nog aangemoedigd. |
| Rooms-Katholieke Kerk                                     | Minimaal 72 miljard euro         | Wereldwijd          | Rooms-Katholieke Kerk                                     | Rijkdom van de wereldwijde katholieke kerk is zeer lastig te schatten, onder meer doordat een groot gedeelte van die rijkdom bestaat uit onbetaalbare kunstvoorwerpen die niet los gezien kunnen worden van hun omgeving. Denk bijvoorbeeld aan De schepping van Adam in de Sixtijnse Kapel. Ook is het bezit van de kerk onderverdeeld binnen de kerkelijke hiërarchie. Zo bezitten bisdommen rijkdommen en ook de 'afdelingen' van de kerk binnen een land, waarover het Vaticaan en de paus niet vrij kunnen beschikken. Zie hieronder de bezittingen van enkele van deze bisdommen en landen. Het hier genoemde bedrag betreft al deze bezittingen bijeen opgeteld. Hierbij is uitgegaan van de meest conservatieve schattingen. Let wel, het gaat hier slechts om een ruwe schatting, omdat veel landen ontbreken én de genoemde bedragen niet allemaal genoteerd zijn in hetzelfde jaar. Tot slot is de kerk zelf niet zeker van haar bezittingen en deelt deze informatie slechts mondjesmaat. Zo kon het in 2015 ineens in het nieuws komen dat het Vaticaan 1,3 miljard had 'gevonden' die door slechte boekhouding niet goed geregistreerd was. Overigens was de kerk na rechtszaken en onderzoeken gedwongen grote financiële schadevergoedingen uit te betalen aan de slachtoffers van seksueel misbruik binnen de kerk, wat aanzienlijke invloed heeft gehad op de bezittingen van de kerk. Zo moest men in Frankrijk kijken welk vastgoed kon worden afgestoten. In 2013 had het de kerk reeds 2 miljard gekost om de slachtoffers schadeloos te stellen. In 2022 was dat bedrag al opgelopen tot 3 miljard. |
| Tirumala Tirupati Devasthanams                            | Meer dan 33 miljard euro (2024)  | India               | Hindoeïsme                                                | De organisatie is een trust die de Venkateswara Tempel, de rijkste hindoeïstische tempel van de wereld, in beheer heeft. De tempel krijgt grote hoeveelheden goud gedoneerd door gelovigen. Naast bezit is er een hoog bedrag aan liquide middelen én heeft de tempel meer dan 950 bezittingen in India. |
| Muhammadiyah                                              | Ruim 26 miljard euro (2023)      | Indonesië           | Soennisme                                                 | Het overgrote deel van het bezit zit in land en vastgoed dat door Muhammadiyah wordt beheerd. |
| Zevendedagsadventisten                                    | Bijna 15 miljard euro (1998)     | Verenigde Staten    | Adventisme                                                | |
| Anglicaanse Kerk                                          | Ruim 27,6 miljard euro (2016)    | Verenigd Koninkrijk | Anglicaanse Kerk                                          | |
| Trinity Church                                            | 5,75 Miljard euro (2019)         | Verenigde Staten    | Anglicaanse Kerk                                          | De kerk staat in het hart van New York, vlak bij Wall Street, heeft een enorme vastgoedportefeuille én een investeringsportefeuille. Genoemde bedrag is gedeeld vanuit de kerk in 2019. |
| Scientologykerk                                           | Ruim 1,4-1,6 miljard euro (2015) | Verenigde Staten    | Scientology                                               | Scientology heeft lang in de clinch gelegen met de Internal Revenue Service over vrijstelling van belasting (iets dat kerken in Amerika krijgen). Toen de kerk deze vrijstelling kreeg, steeg het kapitaal snel. |

## Rijkdom van de subonderdelen van de Rooms-Katholieke Kerk
| Organisatie                            | Bezit | Land         | Levensbeschouwelijke stroming | Notities |
| -------------------------------------- | --- | ------------ | ----------------------------- | --- |
| Katholieke Kerk in Duitsland           | Schattingen lopen uiteen van 26-75 miljard euro (omstreeks midden jaren 2010) In 2023 werd het bezit op ruim 31,6 miljard euro geschat. | Duitsland    | Katholicisme                  | Duitsland beslaat 27 bisdommen. Deze bisdommen krijgen belasting afdracht van alle gelovigen; de overheid houdt dit bedrag direct van het salaris van de gelovigen in en draagt dit af aan de kerk. In 2017 kwam dit bedrag op 6 miljard. Er is een groot schandaal geweest in 2014 toen een bisschop zijn ambtswoning voor miljoenen liet verbouwen. Sinds die tijd wordt er op financiële openheid van zaken aangedrongen door journalisten in Duitsland. In 2015 maakte het aartsbisdom van Keulen haar bezit openbaar. Dat kwam op dat moment op 3,3 miljard euro. (Overigens werden de eerder genoemde onbetaalbare kunstschatten van de Katholieke Kerk hierbij niet meegenomen.) Ook de bisdommen München (5,5 miljard in 2016; waarschijnlijk de rijkste van de bisdommen) en Paderborn (4 miljard 2016) hadden een groot bezit. Mainz, Limburg en Trier bleven in 2015 onder de 1 miljard dollar. Met die bedragen lijkt 26 miljard een wat conservatief bedrag, maar in het Oosten van Duitsland liggen de bezittingen aanzienlijk lager, zo had Maagdenburg zo'n 200.000 euro. |
| Katholieke Kerk in Australië           | Bijna 18 miljard euro (2018) | Australië    | Katholicisme                  | Het onderzoek waaruit dit aantal volgt, heeft gekeken naar de kerk in Victoria en vanuit daar doorgeredeneerd. |
| Opus Dei                               | Bijna 2,7 miljard euro (2005/2006) | Italië       | Katholicisme                  | |
| Katholieke Kerk in Canada              | Ruim 2,7 miljard euro (2021) | Canada       | Katholicisme                  | |
| Vaticaan                               | 2,6 Miljard euro (2015) | Vaticaanstad | Katholicisme                  | |
| Katholieke Kerk in de Verenigde Staten | Ruim 20 miljard euro (2013) | Amerika      | Katholicisme                  | Het aartsbisdom Chicago heeft meer dan 2,6 miljard euro welke vastzit in een vastgoedportfolio, dat echter berekend is met het aankoopbedrag (in sommige gevallen een eeuw eerder eerder) van de gebouwen. Netto bezit het aartsbisdom van Chicago ruim 1,7 miljard euro. Daarmee is het een van de rijkste bisdommen. In totaal zijn er 33 aartsbisdommen in Amerika. De netto bezittingen van de andere bisdommen liggen echter aanzienlijk lager, zo had het aartsbisdom Boston ruim 575 miljoen euro, New York ruim 185 miljoen euro en Los Angeles 3,8 miljoen euro. Als dit een goede dwarsdoorsnede van het bezit van de Katholieke Kerk in de Verenigde Staten is, zou dit een bezit opleveren van ruim 20 miljard euro. |